# Anathallis unduavica
Anathallis unduavica là một loài thực vật có hoa trong họ Lan. Loài này được (Luer & R.Vásquez) Pridgeon & M.W.Chase mô tả khoa học đầu tiên năm 2001.